# Montagevorspannkraft
Die Montagevorspannkraft ist die erforderliche Kraft axialer Richtung, die für den Einbau einer Schraube nötig ist, um einen sicheren Betrieb zu gewährleisten. Die Kenntnis der Kraft ist erforderlich für die geeignete Auswahl des Werkstoffes beziehungsweise Festigkeitsklasse von Schraube und Mutter.
Die Montagevorspannkraft ist die Summe aller zum Anziehen einer Schraube notwendigen Kräfte. Man unterscheidet zwischen minimaler und maximaler Montagevorspannkraft.
Zum Berechnen einer Schraubenverbindung müssen drei Krafteinwirkungen auf die Schraube berücksichtigt werden:
1. Die Klemmkraft {\displaystyle F_{\mathrm {K\ erf} }}, die nötig ist, um die zu fügenden Teile zu verbinden.
2. Der Vorspannkraftverlust infolge Setzens {\displaystyle F_{\mathrm {Z} }}, der durch das Abflachen der Rauigkeiten der Materialoberflächen durch Druck zustande kommt. Diese Kraft muss also zusätzlich aufgebracht werden, damit die Schraube sich nicht durch Setzprozesse lockert.
3. Die Betriebskraft {\displaystyle F_{\mathrm {A} }}, die durch dynamische oder statische Beanspruchung auf die Verbindung wirkt. Bspw. der statische Druck in einem Druckbehälter oder die dynamische Belastung in einer Kupplung.

## Minimale Montagevorspannkraft
Die minimale Montagevorspannkraft berechnet sich wie folgt:
{\displaystyle F_{\mathrm {M\ min} }=F_{\mathrm {K\ erf} }+F_{\mathrm {Z} }+(1-n\cdot \Phi _{\mathrm {K} })F_{\mathrm {A} }}
In Worten:
Die minimale Montagevorspannkraft {\displaystyle F_{\mathrm {M\ min} }} ist gleich der Summe aus der erforderlichen Klemmkraft {\displaystyle F_{\mathrm {K\ erf} }}, dem Vorspannkraftverlust infolge Setzens {\displaystyle F_{\mathrm {Z} }} und dem Produkt aus Betriebskraft {\displaystyle F_{\mathrm {A} }} mit der Summe aus 1 minus dem Produkt aus Klemmlängenfaktor (Krafteinleitungsfaktor)
{\displaystyle n} und Kraftverhältnis {\displaystyle \Phi _{\mathrm {K} }}.

n lässt sich folgendermaßen berechnen:

Abstand der Krafteinleitungspunkte dividiert durch die Klemmlänge.

### Kraftverhältnis
Das Kraftverhältnis {\displaystyle \Phi _{\mathrm {K} }} ergibt sich aus den Nachgiebigkeiten von Schraube und Werkstück:
{\displaystyle \Phi _{\mathrm {K} }={\frac {\delta _{\mathrm {P} }}{\delta _{\mathrm {S} }+\delta _{\mathrm {P} }}}}

## Maximale Montagevorspannkraft
Die maximale Montagevorspannkraft folgt aus der minimalen:
{\displaystyle F_{\mathrm {M\ max} }=\alpha _{\mathrm {A} }\cdot F_{\mathrm {M\ min} }}
Der Anziehfaktor {\displaystyle \alpha _{\mathrm {A} }} berücksichtigt hierbei die durch das Anziehverfahren notwendige Toleranz.
Die Art des Anziehens der Schraube muss also bei der Berechnung bekannt sein oder es muss mit einem hohen Faktor gerechnet werden.

### Montage-Anziehverfahren (AV)
| {\displaystyle \alpha _{\mathrm {A} }}      | Anziehverfahren                     |
| ------------------------------------------- | ----------------------------------- |
| 1                                           | Streckgrenzengesteuertes AV         |
| 1                                           | Drehwinkelgesteuertes AV            |
| 1,2                                         | AV mit Längenmessung                |
| 1,4–1,8*                                    | Manuelles drehmomentgesteuertes AV  |
| 1,4–2,5*                                    | Motorische drehmomentgesteuertes AV |
| * (hierbei wird oft der Mittelwert benutzt) |                                     |